# Ведьмы (фильм, 1922)
«Ведьмы» (дат. Häxan) — немой фильм 1922 года, снятый датским режиссёром Беньямином Кристенсеном. Сочетает элементы документального и игрового кино.

## Сюжет
Фильм состоит из 7 частей. Некоторые из них являются чисто документальными, некоторые чисто игровыми, некоторые сочетают элементы обоих жанров.

## Актёры
- Марен Педерсен / Maren Pedersen — ведьма (на эту роль Кристенсен взял 78-летнюю беззубую продавщицу цветов)
- Клара Понтоппидан / Clara Pontoppidan — сиделка
- Элит Пио / Elith Pio — юный инквизитор
- Оскар Стриболт / Oscar Stribolt — доктор / толстый монах
- Тора Тедже / Tora Teje — истеричка
- Джон Андерсен / John Andersen — главный инквизитор
- Беньямин Кристенсен — дьявол
- / Poul Reumert — ювелир
- Карен Уинтер / Karen Winther — Анна
- Кейт Фабиан / Kate Fabian — старая дева
- / Else Vermehren — сиделка
- Астрид Холм / Astrid Holm — Анна
- Йоханнес Андерсен / Johannes Andersen — инквизитор
- Герда Мадсен / Gerda Madsen — сиделка
- / Aage Hertel — инквизитор
- / Ib Schønberg — инквизитор
- Эмми Шенфельд / Emmy Schønfeld — швея
- Фредерик Кристенсен / Frederik Christensen — бюргер
- Элла Ла Кур / Ella La Cour — чародей
- Элизабет Кристенсен / Elisabeth Christensen — старая фермерша
- Хенри Симан / Henry Seemann — бюргер
- Элис О Фредерикс (Алис Фредериксен) / Alice O’Fredericks — сиделка
- Кнуд Рассоу / Knud Rassow — анатом
- Эллен Рассоу / Ellen Rassow — девушка
- Холст Йоргенсен / Holst Jørgensen — Ole Kighul
- Ханс Кристиан Нильсен/ H.C. Nielsen — помощник ювелира
- Албрехт Шмидт / Albrecht Schmidt — невролог

## Саундтрек
Оригинальное звуковое сопровождение было создано датским композитором и дирижёром Launy Grøndahl.
Помимо оригинального саундтрека в 1997 году группа Art Zoyd создала собственный саундтрек в стиле dark ambient. Так же свой вариант музыки к фильму предложил британский музыкант Джефф Смит.

## Факты
- Картина была долгое время запрещена к показу во всём мире. Как указывал Жорж Садуль: «Садизм и непристойность некоторых сцен ограничивали круг распространения этого единственного в своём роде фильма пределами особых аудиторий, со строгим запрещением входа „детям, не достигшим 16 лет“»[3].